# Клейстогамия
Клейстога́мия — способ самоопыления, при котором опыление происходит в закрытых, никогда не открывающихся цветках, тем не менее, завязываются плоды и семена.
Больше всего клейстогамных видов в семействах: злаки, фиалковые, бобовые, орхидные, акантовые, коммелиновые, никтагиновые, кактусовые. Самым крупным родом клейстогамных растений является фиалка (Viola), много клейстогамных растений отмечено также в роде ковыль (Stipa) и ряде других родов семейства злаки, из других семейств растений - у рода подорожник (Plantago), леспедеца (Lespedeza), фрайлея (Frailea).
Клейстогамия чаще наблюдается у однолетников, чем у многолетников.
Клейстогамия имеет экологический характер и вызывается неблагоприятными факторами среды. Эти факторы многочисленны и часто противоречивы: клейстогамию могут вызывать недостаток и избыток воды в окружающей среде, повышенная или пониженная относительная влажность воздуха, затенение, низкая или высокая температура, бедность почвы, почвенная засуха, несоответствие длины фотопериода и т.д. Правильное объяснение действия многих факторов затрудняется тем, что на одном и том же растении хазмогамные цветки (раскрывающиеся цветки) появляются вслед за клейстогамными и наоборот. У растений Ceratocapnos heterocarpa сначала формируются клейстогамные цветки, а потом хазмогамные. У фиалки опушенной хазмогамные цветки образуются ранней весной, они имеют нормально развитые тычинки и завязи, но, как правило, остаются бесплодными, а после их увядания развиваются крошечные клейстогамные цветки, сидящие на коротких цветоножках. У некоторых растений одновременно развиваются и хазмогамные, и клейстогамные цветки, например, у Vigna minima одновременно наблюдаются надземные хазмогамные и клейстогамные цветки, и подземные клейстогамные цветки.

## Классификация клейстогамии
Общепризнанной классификации клейстогамии не существует. Наиболее приемлемым представляется разделение клейстогамии на облигатную и факультативную.
К облигатной (обязательной) клейстогамии относятся случаи, когда у вида постоянно образуются клейстогамные цветки, обнаруживающие черты более или менее далеко зашедшей редукции околоцветника и генеративных органов. Клейстогамные цветки гораздо мельче хазмогамных, напоминают бутоны. Как правило, не выделяют нектара и не испускают аромата. Венчик обычно утрачивает обычную окраску, лепестки рудиментарны или отсутствуют. Нектарники редуцированы. Число тычинок уменьшено, пыльники мельче, чем в хазмогамных цветках и содержат мало пыльцы. Пыльцевые зерна мелкие, причем часть из них может быть стерильной. Пыльцевые зерна не высыпаются на рыльце пестика, а обычно прорастают в гнездах пыльников. Как правило, у облигатных клейстогамов на одной и той же особи образуются обычные хазмогамные цветки и редуцированные клейстогамные, причем последние являются плодущими. Наиболее известные примеры облигатных клейстогамов: фиалка удивительная, кислица обыкновенная, арахис подземный. Клейстогамных растений, у которых образуются исключительно клейстогамные цветки, очень мало, из них наиболее известен гавайский эндемик Schiedea trinervis (H. Mann) Pax & K. Hoffmann.
Факультативная клейстогамия не столь постоянна, проявляется лишь при определенном сочетании условий среды, неблагоприятных для открытого цветения, и не сопровождается (это самое главное!) признаками редукции в цветке. Факультативная клейстогамия довольно обычна. Встречается как у дикорастущих злаков (например, у ковылей), так и у культивируемых (ячмень, овес, пшеница, сорго и др.), а также у некоторых водных и болотных растений (частуха подорожниковая, вахта трехлистная, вербейник обыкновенный, виды росянок и др.).
В случае генетически модифицированного рапса исследователи стараются снизить возможность переноса генов между генетически модифицированными и немодифицированными растениями, поэтому пытаются сделать генетически модифицированные растения клейстогамными. Однако из-за некоторой нестабильности клейстогамных форм генетически модифицированных растений бывают случаи, когда цветки открываются и генетически модифицированная пыльца освобождается.